# Shane Bitney Crone
Shane Bitney Crone (nacido 19 de diciembre de 1985) es un cineasta, escritor, motivador, y defensor de los derechos LGBT.

## Primeros años
Crone nació en Kalispell, Montana. Se mudó a Los Ángeles después de su graduación del instituto.

## "It Could Happen to You" (Te Podría Pasar a ti)
Crone se hizo conocido en mayo de 2012 cuando subió un vídeo a YouTube titulado "It Could Happen to You" (Te Podría Pasar a ti) en el que habla de la devastación personal que debió enfrentar después de la muerte inesperada un año atrás de su novio, Tom Bridegroom (Nacido: 22 de abril de 1982, Knox, Indiana. Fallecido: 7 de mayo de 2011, Los Ángeles, California). Bridegroom era un actor y compositor quién participó de la serie de televisión El Efecto X. Mientras la familia de Crone aceptaba su orientación sexual, la familia de Tom no lo hacía, y había ido lo suficientemente lejos como para atacarlo con violencia física y culpar a Crone de "hacer gay" a Tom. Después de que Bridegroom accidentalmente cayera mientras fotografiaba a su amiga Alexandra Grossi en el techo del edificio en barrio Los Feliz de Los Ángeles, Crone fue amenazado de ser atacado con violencia si se hacía presente en el funeral del difunto y no fue mencionado en la necrológica ni en el servicio conmemorativo. Crone tampoco pudo obtener información sobre su muerte en el hospital donde había fallecido Tom, y donde se le negaron otros derechos porque para la ley sólo eran compañeros de piso y no una pareja, cosa que tampoco eran reconocidos por la familia del difunto.
Crone cayó en un profundo pozo depresivo pero tras la popularidad del vídeo descargó su emoción en la lucha por los derechos para parejas del mismo sexo. Crone se mostró anonadado y gratificado por la recepción a su vídeo, y mencionó en Radaronline.com que el vídeo fue como una forma de terapia para ayudarle a sobrellevar su pérdida y a un cambio positivo para su vida y la de muchos otros en los Estados Unidos.

## Bridegroom
Bridegroom es un documental basado en la historia de Crone y su relación con Tom Bridegroom y de las dificultades que tuvo que afrontar después de la muerte de su pareja, premiada el 23 de abril de 2013, en el festival de cine Tribeca Festival. Bridegroom recibió la aprobación del expresidente Bill Clinton, quién introdujo el documental en el festival de cine Tribeca Festival. En sus comentarios, Clinton declaró, “Esta es realmente, en un punto, una historia maravillosa, triste, desgarradora y aun así estimulante que afirma vida... Y en otro punto, una historia sobre la lucha para hacer que nuestra nación de un paso más en formar una unión más perfecta, para los que el matrimonio es a la vez el símbolo y esencia.” Bridegroom ganó el premio a la no-ficción en el Festival de cine Tribeca Audiencia de Festival.
Bridegroom ha sido positivamente criticado por el Los Ángeles Times, el New York Times, y variety. "El documental Bridegroom', escrito y dirigido por Linda Bloodworth-Thomason (famosa por Designing Women), es una historia conmovedora, potente sobre el primer amor y la inoportuna muerte así como un práctico, francamente innegable, descargo para la igualdad de derechos en el matrimonio… A pesar del dolor, la tristeza y gran agitación emocional representada aquí, Bridegroom es también una película hecha con esperanza y pasión, dignidad y orgullo, y muchas donaciones hecha con alegría."
Otro crítico escribió: "Inspirado en un viral vídeo de YouTube y que hábilmente dirigió Linda Bloodworth-Thomason (Designing Wome), Bridegroom es sobre una pareja gay que rondan los 20 años, que no se ha podido casar y de lo que sucede cuando uno de ellos muere. Es el resumen sencillo y excepcionalmente conmovedor. 'Bridegroom' no es solamente sobre los derechos de parejas homosexuales; es sobre el espíritu humano."